# Dinastia de Anjou
A dinastia de Anjou, geralmente referida simplesmente como os angevinos, era uma família nobre de origem franca que surgiu como os governantes do Reino de Jerusalém e do Reino da Inglaterra no século XII. Fundada por Ingelger durante o Império Carolíngio no século IX, os angevinos surgiram como parte da nobreza feudal menor na província francesa de Gâtinais, chegando a tornar-se viscondes de Angers. De acordo com o filho de Ingelger, Fulque I de Anjou, o território da família foi ampliado para criar o Condado de Anjou, um feudo do Reino da França. Os governos dos primeiros condes de Anjou foram marcados por lutas de poder com as províncias vizinhas, como Normandia e Bretanha pela supremacia regional, resultando na influência angevina que  se estendeu de Anjou até Maine e Touraine. No início do século XII, Fulque, o filho, passou a Cruzada, forjando ligações valiosas com a Ordem dos Templários e, posteriormente, de herdar o Reino de Jerusalém, através do casamento com a filha de Balduíno II de Jerusalém,  Melisende em 1131.
Godofredo V de Anjou, apelidado de Plantageneta, filho mais velho de Fulque V de Anjou por sua primeira esposa, conseguiu Anjou em 1129 após a saída de seu pai para Jerusalém, enquanto Balduíno III de Jerusalém, filho mais velho de Fulque com Melisende, herdou Jerusalém após a morte de Fulque em 1143. O ramo de Jerusalém da família continuou até o fim com Isabel em 1205, embora brevemente interrompido pela turbulência em torno da queda de Jerusalém e a Terceira Cruzada. A linha sênior da família, através do casamento de Godofredo V com a imperatriz Matilda, viúva do Henrique V, Sacro Imperador Romano-Germânico, recebeu o controle da Inglaterra e da Normandia de 1154, e o casamento de Godofredo II, Duque da Bretanha, filho Henrique II de Inglaterra e de Leonor da Aquitânia expandiu participações da família para o que mais tarde foi chamado de Império Angevino. Depois de João I de Inglaterra perdeu o território continental dos angevinos, juntamente com Anjou aos capetianos em 1204, a família tornou-se conhecida como a Casa de Plantageneta , adotando o apelido de Godofredo V de Anjou e a decisão da Inglaterra até o reinado de Ricardo II de Inglaterra, após o que a sucessão foi disputada por dois ramos de cadetes, a Casa de Lencastre e a Casa de Iorque .

## História

### Origens
O primeiro membro documentado dos angevinos foi um obscuro nobre francês chamado Ingelger. Gerações posteriores de sua família acreditavam que Ingelger ou Ingelgarius era filho de Tertulo (Tertulle) e Petronilha. Por volta de 877 ele entrou na posse de terras, de acordo com a capitular de Quierzy que Carlos, o Calvo tinha emitido. Estes incluíram Château-Landon em benefício, e ele era um casatus  no Gâtinais e Francia. Registros contemporâneos referem-se a Ingelger como um grande homem militar. 
Por Luís II de França, Ingelger foi nomeado visconde de Orléans, cidade que estava sob o domínio de seus bispos na época. Em Orléans, Ingelger fez uma aliança matrimonial com uma das principais famílias de Nêustria, os senhores de Amboise. Casou-se com Adelais, cujos tios maternos eram Adalard, arcebispo de Tours, e Raino, bispo de Angers. Mais tarde, Ingelger foi nomeado prefeito de Tours (comandante militar), então governado por Adalard.
Em algum ponto Ingelger pode ter sido nomeado conde de Anjou em um momento, quando o município se estendia apenas a oeste até o rio Mayenne. Mais tarde, fontes dão crédito à sua nomeação para a defesa da região contra os viquingues, mas estudiosos modernos foram mais propensos a vê-lo como resultado de parentes influentes de sua esposa. Ele foi enterrado na igreja de Saint-Martin em Châteauneuf-sur-Sarthe, e foi sucedido por seu filho Fulque I. O Condado de Anjou transmitida na dinastia fundada por Ingelger até que em 1060 Godofredo II Martel morreu sem filhos, e o município passou para o seu sobrinho, Godofredo III, o barbudo, filho de Godofredo de Gâtinais por uma irmã de Martel.

### Angevinos da Inglaterra
Henrique II, o filho de Godofredo V de Anjou conhecido como Plantageneta, e filho de Matilde de Inglaterra (filha de Henrique I), foi o primeiro de uma longa linhagem de 14 reis plantagenetas, que se estende a partir da adesão de Henrique II até a morte de Ricardo III em 1485. Dentro dessa linha, no entanto, quatro distintas Casas Reais podem ser identificados: angevinos, plantagenetas, lencastres e iorques.
O primeiro rei angevino (da dinastia  Plantageneta, ramo da dinastia angevina), foi Henrique II de Inglaterra, que começou o período como indiscutivelmente o mais poderoso monarca da Europa, com terras que se estendem desde as fronteiras da Escócia para os Pirenéus. Além disso, a Irlanda foi adicionado à sua herança, uma missão que lhe foi confiada pelo Papa Adriano IV (o único papa inglês). Um novo zelo administrativo era evidente no início do período e um eficiente sistema de governo foi formulado. O sistema de justiça desenvolvido. No entanto, havia brigas com a Igreja, que se tornou mais poderosa após o assassinato de Thomas Becket.
Tal como acontece com muitos de seus antecessores, Henrique II passou grande parte de seu tempo longe da Inglaterra lutando no exterior. Esta foi levada ao extremo por seu filho Ricardo que passou apenas 10 meses de um reinado de dez anos no país devido ao seu envolvimento nas Cruzadas.
O último dos reis angevinos (ou plantagenetas) foi Ricardo II de Inglaterra, que em 1399 foi deposto por seu primo Henrique IV de Inglaterra da Casa de Lencastre (também descendente angevina). Henrique IV foi neto de Eduardo III de Inglaterra, tornado-se descendente direto da dinastia original de Anjou. 
Na Inglaterra, as dinastias que descendiam diretamente da dinastia de Anjou eram: dinastia Plantageneta (que foi um ramo direto), Casa de Lancastre (fundada por João de Gante, filho de Eduardo III, um plantanageta), Casa de Iorque (fundada por Edmundo de Langley, também filho de Eduardo III) e a Casa de Tudor (descendentes de João de Gante).

### Angevinos de Jerusalém
Por 1127, Fulque V estava se preparando para voltar a Anjou, quando ele recebeu uma mensagem do rei Balduíno II de Jerusalém. Balduíno não teve herdeiros do sexo masculino, mas já tinha designado sua filha Melisende para sucedê-lo. Balduíno quis guardar a herança de sua filha casando-a com um senhor poderoso. Fulque foi um cruzado rico e comandante militar experiente, e viúvo. Sua experiência no campo seria inestimável em um estado de fronteira sempre nas garras da guerra.
No entanto, Fulque estendeu para melhores condições do que mero consorte da rainha, ele queria ser rei ao lado de Melisende. Badibuíno II, refletindo sobre a fortuna de Fulque e façanhas militares, aquiesceu. Fulque abdicou sede do condado de Anjou ao seu filho Godofredo e partiu para Jerusalém, onde se casou  Melisende em 02 de junho de 1129. Mais tarde Balduíno II reforçou a posição da Melisende no reino, fazendo seu único tutor de seu filho por Fulque, Balduíno III, nascido em 1130.
Fulque e Melisende tornou governantes conjuntos de Jerusalém em 1131 com a morte de Balduíno II . Desde o início, Fulque assumiu o controle exclusivo do governo, excluindo Melisende completamente. Ele favoreceu compatriotas de Anjou à nobreza nativa. Os outros estados cruzados ao norte temiam que Fulque tentasse impor a soberania de Jerusalém sobre eles, como Balduíno II tinha feito, mas como Fulque era muito menos poderoso do que o seu falecido sogro, os estados do Norte rejeitou a sua autoridade.

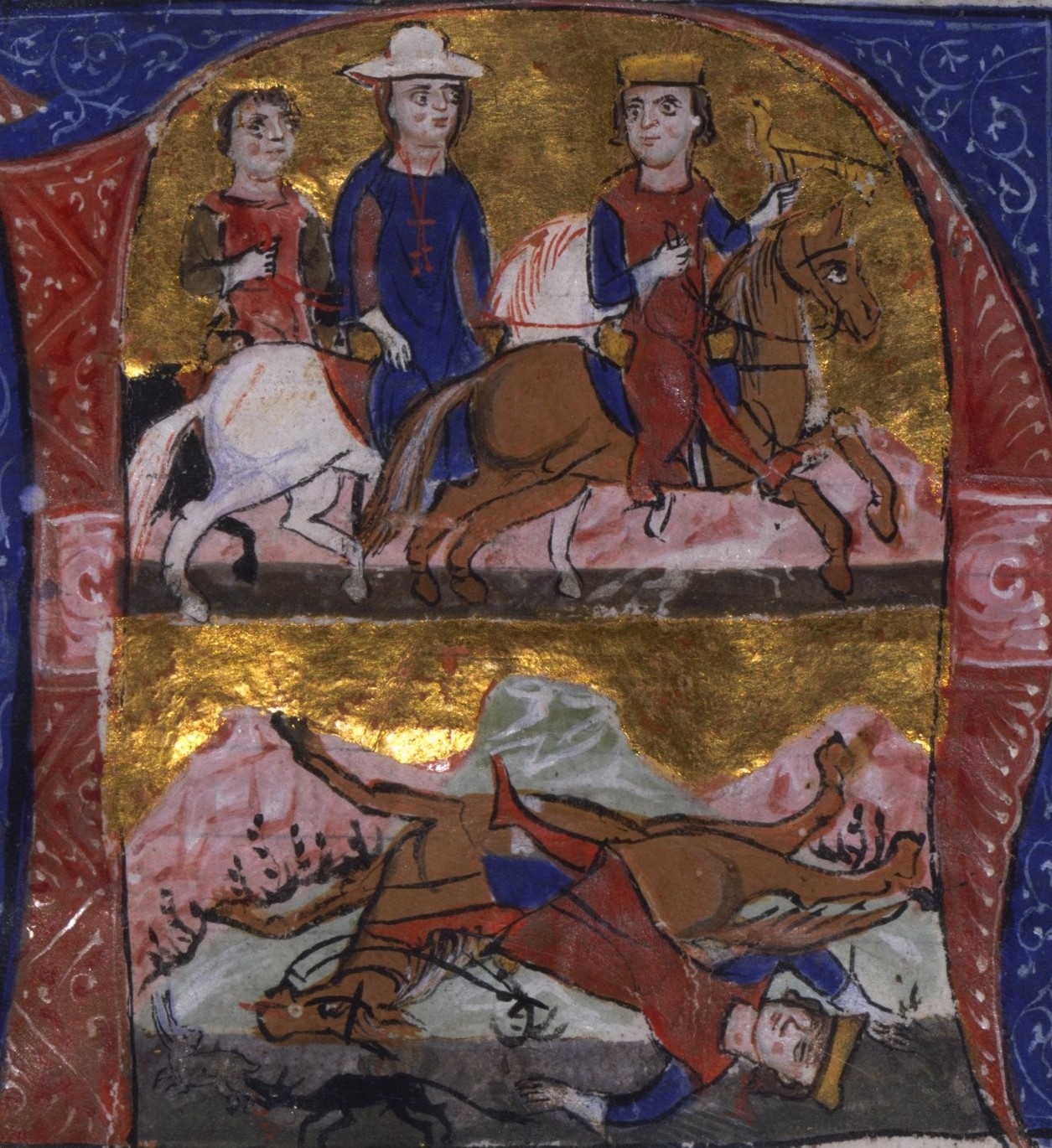
A morte de Fulk, conforme ilustrado na MS de William de Tiro de Historia' e Old French Continuation, pintado em Acre, 13C. Bib. Nat. Française.

Em Jerusalém, bem como, Fulque estava ressentido pela segunda geração de cristãos de Jerusalém que tinha crescido lá desde a Primeira Cruzada. Esses "nativos" tinham como nome forte o primo de Melisende, o popular Hugo II de Le Puiset, contagem de Jafa, que era leal e devoto à rainha. Fulque viu Hugo como um rival, e em 1134, a fim de expor Hugo, o acusou de infidelidade com Melisende. Hugo se rebelou em protesto e garantiu-se a Jafa, aliando-se com os muçulmanos de Ascalão. Ele foi capaz de derrotar o exército preparado contra ele por Fulk, mas esta situação não conseguia manter. O  Patriarca intercedeu no conflito, talvez a mando de Melisende. Fulque concordou em paz e Hugo foi exilado do reino por três anos, uma sentença branda.
No entanto, foi feita uma tentativa de assassinato contra Hugo. Fulque, ou os seus apoiantes, foram comumente acreditavam responsável, apesar de prova direta nunca vieram à tona. O escândalo era tudo o que era necessário para a festa da rainha de assumir o governo no que equivaleu a um golpe palaciano. O autor e historiador Bernard Hamilton escreveu que os partidários do Fulque "entraram no terror de suas vidas" no palácio. Autor contemporâneo e historiador Guilherme de Tiro escreveu de Fulque "ele nunca tentou tomar a iniciativa, mesmo em assuntos triviais, sem (que Melisende desse) consentimento". O resultado foi que Melisende detinha o controle direto e inquestionável sobre o governo a partir de 1136 em diante. Algum tempo antes de 1136 Fulque se reconciliou com sua esposa, e um segundo filho, Amalrico I nasceu.
Em 1143, quando o rei e a rainha estavam de férias em Acre, Fulque foi morto em um acidente de caça. Seu cavalo tropeçou, caiu e o crânio de Fulque foi esmagado pela sela, e "seus cérebros jorrou de ambas as orelhas e as narinas", como Guilherme de Tiro descreve. Ele foi levado de volta a Acre, onde ficou inconsciente por três dias antes de morrer. Ele foi enterrado na Igreja do Santo Sepulcro, em Jerusalém. Embora seu casamento tenha começado em conflito, Melisende pranteou em privado, bem como em público. Fulque foi socorrido por seu filho Godofredo V de Anjou, por sua primeira esposa, e Balduíno III e Amalrico I por Melisende.
 Balduíno III ascendeu ao trono com sua mãe como co-regente, em 1143. Seu reinado cedo foi atado com brigas com sua mãe sobre a posse de Jerusalém, até 1153, quando ele tomou posse pessoal do governo. Ele morreu em 1162, sem herdeiros, o reino passou para seu irmão, Amalrico I, embora houvesse alguma oposição entre a nobreza de Agnes, eles estavam dispostos a aceitar o casamento em 1157, quando Balduíno III ainda era capaz de ter um herdeiro, mas agora a alta corte de Jerusalém se recusou a endossar Amalrico como rei, a menos que seu casamento com Agnes fosse anulada. A hostilidade para Agnes, deve-se admitir, pode ser exagerado pelo cronista Guilherme de Tiro, a quem ela impediu de se tornar patriarca latino de Jerusalém décadas mais tarde, bem como de continuadores de Guilherme como Ernoul, que aponta para uma falha em seu caráter moral: "carro telle n'est Que Roine doie iestre di si haute citar comme de Jherusalem" ("não deve ser uma rainha por tão santo uma cidade como Jerusalém").
No entanto, consanguinidade foi suficiente para a oposição. Amalrico concordou e subiu ao trono sem uma esposa, embora Agnes continuasse a deter o título de condessa de Jafa e Ascalão e recebeu uma pensão de renda daquele feudo. A igreja decidiu que os filhos de Amalrico e Agnes eram legítimos, preservado o seu lugar na ordem de sucessão. Através de seus filhos, Agnes exerceria grande influência em Jerusalém por quase 20 anos. Almarico foi sucedido por seu filho com Agnes,  Balduíno IV.
As esposas de Almarico, Agnes de Courtenay, agora casada com Reginaldo de Sidon, e Maria Comnena, a rainha viúva, que tinha casado com Balian de Ibelin  em 1177. Sua filha com Agnes, Sibila, já de idade, foi mãe de um filho, e estava claramente em uma posição forte para suceder seu irmão, mas a filha de Maria, Isabel teve o apoio da família de seu padrasto, o Ibelin.
Em 1179, Balduíno começou planejando se casar com Sibila para Hugo III da Borgonha, mas até à Primavera de 1180 esta ainda estava por resolver. Raimundo III de Trípoli tentou um golpe de Estado, e começou a marchar sobre Jerusalém com Boemundo III, para forçar o rei a se casar com sua irmã a um candidato local de sua escolha, provavelmente Balduíno de Ibelin, irmão mais velho de Balian. Para contrariar esta situação, o rei organizou às pressas seu casamento com Guido de Lusignan, irmão de  Amalrico, o policial do reino. A partida estrangeira foi fundamental para trazer a possibilidade de ajuda militar externa para o reino. Com o novo rei francês Filipe II de França menor de idade, o status de Guido como um vassalo do rei e primo de Sibila Henrique II da Inglaterra - que devia ao Papa uma peregrinação penitencial - foi útil.

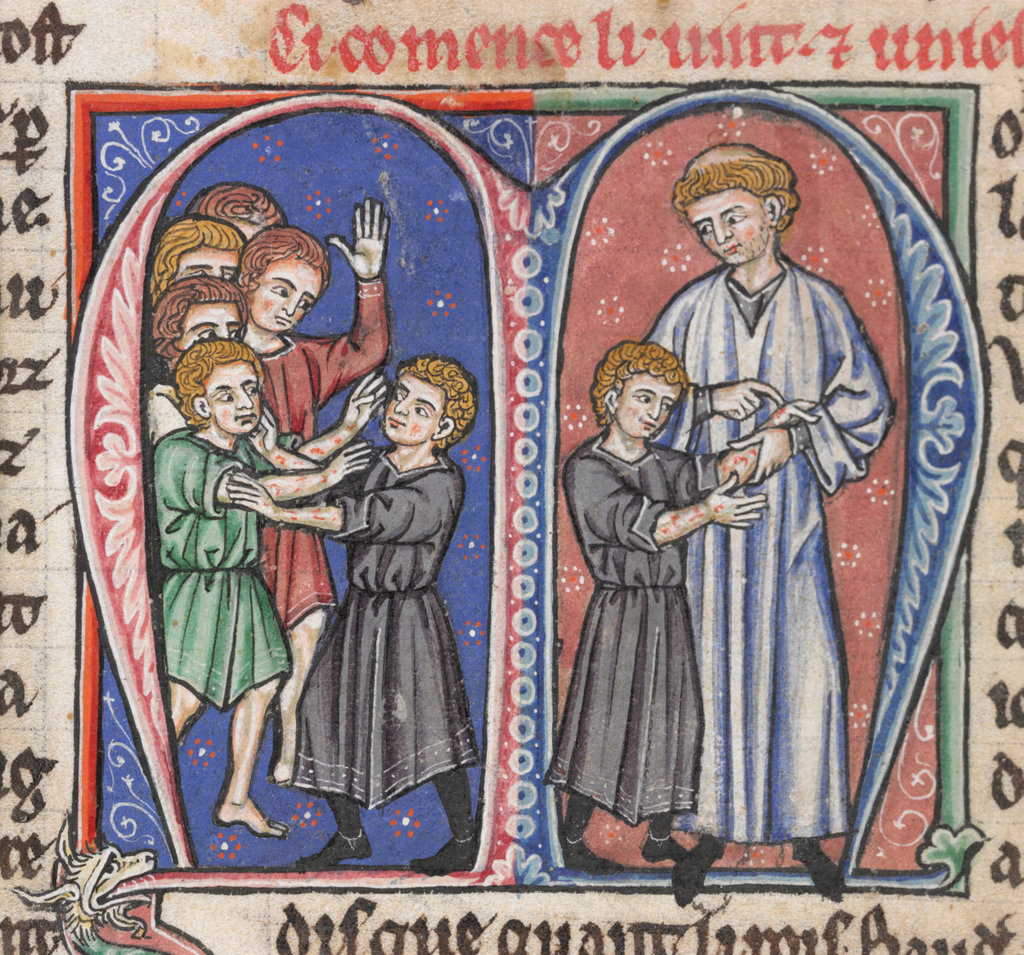
William de Tiro, descobre os primeiros sintomas de Baldwin de hanseníase (MS de L'Estoire d'Eracles (tradução francesa de William de de Tiro Historia), pintado na França, década de 1250. Biblioteca Britânica, London).

Por 1182, Balduíno IV, cada vez mais incapacitado por sua lepra, chamado Guido como bailio. Raymond contestou esta, mas quando Guido caiu em desgraça com Balduíno, no ano seguinte, ele foi re-nomeado bailio e foi dada a posse de Beirute. Balduíno chegou a um acordo com Raimundo e a alta corte de Jerusalém para fazer Balduíno de Montferrat, o filho de Sibila de seu primeiro casamento, seu herdeiro, antes de Sibila e Guido. A criança foi coroada co-rei, como Balduíno V em 1183, em uma cerimônia presidida por Raimundo. Ficou acordado que, caso o menino morresse durante a sua menoridade, a regência passaria para " mais herdeiros legítimos" até que seus parentes - os reis da Inglaterra e da França e Frederico I, Sacro Imperador Romano-Germânico - e o Papa fossem capazes de decidir entre as reivindicações de Sibila e Isabel. Estes "mais herdeiros legítimos" não foram nomeados.
Balduíno IV morreu na primavera de 1185, e foi sucedido por seu sobrinho. Raimundo foi Bailli, mas ele tinha passado a tutela pessoal de Balduíno V para Joscelino III de Edessa, seu tio-avô materno, alegando que ele não queria atrair a suspeita se a criança, que não parecem ter sido robusta, morresse. Balduíno V morreu durante o verão de 1186, em Acre. Nenhum dos lados prestou qualquer atenção à vontade de Balduíno IV.
Após o funeral, Joscelino teve Sibila nomeada como sucessor de seu irmão, embora ela teve de concordar com o divórcio de Guido, assim como seu pai havia se divorciado de sua mãe, com a garantia de que ela teria permissão para escolher um novo consorte. Uma vez coroada, ela imediatamente coroou Guido. Enquanto isso, Raimundo tinha ido para Nablus, a casa de Balian e Maria, e convocou todos os nobres leais à princesa Isabel e os Ibelins. Raimundo queria em vez de tê-la e seu marido Humphrey IV de Toron coroado. No entanto, Humphrey, cujo padrasto Reinaldo de Châtillon foi um aliado de Guido, o abandonou e jurou fidelidade a Guido e Sibila.

## Reis e condes da dinastia de Anjou

### Reis de Jerusalém
| # | Nome         |  | Início do governo       | Fim do governo          | Cognome(s) | Notas |
| --- | ------------ |  | ----------------------- | ----------------------- | ---------- | --- |
| 5 | Fulque       |  | 21 de Agosto de 1131    | 13 de Novembro de 1143  |            | Governa conjuntamente com Melisende até 1143. Fulque perdeu influência após 1136 e morreu em 1143. Melisende continuou a reinar até a maioridade de seu filho. |
| 6 | Balduíno III |  | 13 de Novembro de 1143  | 10 de Fevereiro de 1162 |            | Foi coroado mas sua mãe Melisende reinava com ele desde 1143. Reivindicou a sua coroa em 1153.                                                                 |
| 7 | Amalrico I   |  | 10 de Fevereiro de 1162 | 11 de Julho de 1174     |            | |
| 8 | Balduíno IV  |  | 11 de Julho de 1174     | 16 de Março de 1185     | O Leproso  | |
| 9 | Balduíno V   |  | 1183                    | Agosto de 1186          |            | |
| 10 | Sibila       |  | Agosto de 1186          | 25 de Julho de 1190     |            | |
| 11 | Guido        |  | Agosto de 1186          | 1192                    |            | |
| Jerusalém cai em 1187 e Sibila morre em 1190. Guido recusa entregar a coroa e as disputas pelas terras estenderam-se até meados de 1192, então o reino foi reduzido a uma estreita faixa do litoral |              |  |                         |                         |            | |
| 12 | Isabel I     |  | 1192                    | 5 de Abril de 1205      |            | Governa conjuntamente com Conrado I até 1192, com Henrique I até 1197, e com Amalrico II até 1205.                                                             |

### Condes de Anjou
| #  | Nome          |  | Início do governo     | Fim do governo        | Cognome(s) | Notas                                |
| -- | ------------- |  | --------------------- | --------------------- | ---------- | ------------------------------------ |
| 1  | Ingelger      |  | 870                   | 898                   |            | Primeiro conde de Anjou.             |
| 2  | Fulque I      |  | 898                   | 942                   | O Vermelho |                                      |
| 3  | Fulque II     |  | 942                   | 11 de Novembro de 958 | O Bom      |                                      |
| 4  | Godofredo I   |  | 11 de Novembro de 958 | 21 de Julho de 987    |            |                                      |
| 5  | Fulque III    |  | 21 de Julho de 987    | 21 de Junho de 1040   | O Negro    |                                      |
| 6  | Godofredo II  |  | 21 de Junho de 1040   | 1060                  |            |                                      |
| 7  | Godofredo III |  | 1060                  | 1067                  | O Barbudo  |                                      |
| 8  | Fulque IV     |  | 1067                  | 14 de Abril de 1109   |            |                                      |
| 9  | Godofredo IV  |  | 1103                  | 19 de Maio de 1106    | O Jovem    | Governa conjuntamente com Fulque IV. |
| 10 | Fulque V      |  | 19 de Maio de 1106    | 1129                  |            |                                      |
| 11 | Godofredo V   |  | 1129                  | 7 de Setembro de 1151 | O Belo     |                                      |

Após Godofredo, Anjou foi herdada por Henrique II de Inglaterra, seu filho, iniciando o governo dos plantagenetas, um ramo desta dinastia.